# Waking the Dead (serie televisiva)
Waking the Dead è una serie televisiva britannica di genere poliziesco andata in onda su BBC One dal 4 settembre 2000 all'11 aprile 2011. Ne è stato tratto anche uno spin-off, Body Farm - Corpi da reato, annunciato dalla BBC a gennaio 2011 e avente come protagonista Eve Lockhart, interpretata da Tara Fitzgerald.
In Italia le prime quattro stagioni sono andate in onda da marzo 2007 su Hallmark Channel; in chiaro, il primo episodio della prima stagione è andato in onda in anteprima il 20 gennaio 2013 su Giallo, per poi iniziare la trasmissione regolare il 5 febbraio mandando in onda anche gli episodi inediti delle stagioni successive. La trasmissione si è conclusa il 20 gennaio 2014.

## Trama
La serie segue il lavoro di una squadra speciale di polizia specializzata in indagini su casi archiviati senza mai essere stati risolti, solitamente riguardanti omicidi che hanno avuto luogo anni prima. Il team, composto dal funzionario sovrintendente Peter Boyd, dalla profiler psicologa Grace Foley e dall'ispettore Spencer Giordania, nonché da una serie di altri personaggi di supporto, parte da prove che sono venute alla luce recentemente e si avvale della tecnologia contemporanea per risolvere i casi.
Inizialmente, Boyd, Grace e Spencer vengono accompagnati dalla detective Mel Silver e dallo scienziato forense Frankie Wharton, che, dopo la quarta stagione, vengono sostituiti da Felix Gibson e Stella Goodman. A sua volta, Felix viene rimpiazzato da Eve Lockhart a partire dalla sesta stagione, mentre a Stella si sostituisce prima Katarina Howard nell'ottava stagione, poi Sarah Cavendish nella nona e ultima.
Anche se le trame generalmente ruotano intorno al caso trattato nel singolo episodio, altre storie e racconti s'intrecciano nel corso degli anni. Tra queste i problemi di gestione della rabbia da parte di Boyd e le difficoltà derivanti dalla riunione con il figlio; i problemi di cancro di Grace; il ferimento a colpi di pistola di Spencer per mano di uno dei suoi ex colleghi, e la morte di Mel, che crea una catena di eventi che attraversa due stagioni.

## Personaggi

### Polizia
- Sovrintendente Peter Boyd (stagioni 1-9), interpretato da Trevor Eve, doppiato da Sergio Di Stefano (st. 1-4) e Luca Biagini (st. 5-9).
Boyd è il capo dell'unità e il suo coinvolgimento nel gruppo deriva dalla vicenda personale della scomparsa del figlio nel 1990. Anche se a volte appare distaccato, è molto vicino alla sua squadra e, in particolare, a Mel Silver. Ha un figlio, Luke, pesantemente tossicodipendente, che viene ucciso nella settima stagione. Per il suo ruolo di sovrintendente, Boyd appare spesso severo con i sospetti e non teme di avvalersi delle maniere forti, talvolta ricorrendo a veri e propri pestaggi.
- Sergente/ispettore Spencer Jordan (stagioni 1-9), interpretato da Wil Johnson, doppiato da Danilo De Girolamo (st. 1-4) e Riccardo Scarafoni (st. 5-9).
Spencer è uno degli ufficiali assegnati all'unità fin dalla sua apertura e presto diviene l'aiutante principale di Boyd, con il quale spesso recita il ruolo del "poliziotto buono-poliziotto cattivo" nella sala delle udienze. Viene promosso ispettore nel corso della serie. Prima di entrare nell'unità, ha lavorato come poliziotto nell'Atomic Energy Constabulary.
- Detective poliziotto/sergente Amelia "Mel" Silver (stagioni 1-4), interpretata da Claire Goose, doppiata da Antonella Baldini.
Mel è una donna grintosa che lavora duramente per essere promossa a sergente. Spesso si confronta con Boyd su un caso chiedendogli se ritiene che stia cercando nella direzione sbagliata. Si trova in particolare sintonia con Frankie e i due divengono presto ottimi amici. È stata adottata poiché la sua madre naturale è stata ritenuta mentalmente incapace di intendere e volere, e il suo vero nome è Maria Prezzo. Viene uccisa da un sospetto squilibrato alla fine della quarta stagione.
- Detective poliziotto Stella Goodman (stagioni 5-8), interpretata da Félicité du Jeu, doppiata da Ilaria Latini.
Stella si unisce al gruppo come sostituto permanente di Mel. Boyd inizialmente appare ostile nei suoi confronti per la sua incapacità ad accettare la morte di Mel, ma alla fine l'accoglie come parte integrante del gruppo. La fiducia di Boyd nei suoi confronti viene meno quando si scopre che ha involontariamente trasmesso informazioni sul gruppo al suo padrino, che la sta manipolando per coprire la propria corruzione. Muore di trombosi all'inizio dell'ottava stagione.
- Sergente Katrina Howard (stagione 8), interpretata da Stacey Roca, doppiata da Gaia Bolognesi.
Ex membro della Serious Organised Crime Agency, si trasferisce nell'unità su richiesta di Boyd in seguito alla morte di Stella. Dopo la partenza di Spencer, si trova a ricoprire un ruolo molto più attivo all'interno della squadra.
- Sovrintendente Sarah Cavendish (stagione 9), interpretata da Eva Birthistle, doppiata da Barbara De Bortoli.
Sarah viene trasferita nell'unità all'inizio della nona stagione per sostituire il sergente Howard. Proviene dall'antiterrorismo, che ha lasciato in seguito a un incidente del quale è diventata il capro espiatorio. Al termine della serie viene uccisa dall'assistente capo del commissario, Tony Nicholson, in quanto è a conoscenza dei suoi crimini.

### Medici
- Dottoressa Grace Foley (stagioni 1-9), interpretata da Sue Johnston, doppiata da Vittoria Febbi.
È una psicologa profiler con quasi trent'anni di esperienza nel settore. La sua presenza nel gruppo fa da contrappeso razionale ai metodi spesso poco ortodossi di Boyd, ma la coppia intreccia un rapporto di collaborazione stretta. È spesso in grado di costruire un profilo mentale dell'indagato o dei sospetti, consentendo a Boyd di scoprire i meccanismi mentali e il significato dietro un particolare tipo di reati commessi.
- Dottoressa Frankie Wharton (stagioni 1-4), interpretata da Holly Aird, doppiata da Silvia Tognoloni.
Primo medico legale dell'unità, adotta un approccio molto coscienzioso verso il suo lavoro, ma è severa con i suoi colleghi. Non teme di esprimere la sua opinione e spesso offre al team un punto di vista efficace su chi o che cosa possa essere stato responsabile per il crimine. È una buona amica di Mel, che conosce già da prima, ma, in seguito alla sua morte, ne rimane traumatizzata e sceglie di lasciare il gruppo per tornare alla ricerca pura.
- Dottoressa Felix Gibson (stagione 5), interpretata da Esther Hall, doppiata da Chiara Colizzi.
Viene assunta come medico legale dell'unità dopo la partenza di Frankie. È meno severa di Frankie e offre la sua conoscenza in modo più succinto, con osservazioni argute e penetranti.
- Dottoressa Eve Lockhart (stagioni 6-9), interpretata da Tara Fitzgerald, doppiata da Alessandra Cassioli.
Viene assunta come medico legale dell'unità dopo la partenza di Felix. Pratica la patologia anche al di fuori dell'unità e, prima di entrarvi, ha scavato nelle fosse comuni in Bosnia e in Sri Lanka, cosa che l'ha portata a essere un'esperta nella decomposizione dei corpi, nella tossicologia forense e nelle lesioni pre e post mortem: è infatti in grado di comprendere le diverse fasi della decomposizione in circostanze diverse dal momento della morte fino a oltre cinque anni dopo.

## Episodi
| Stagione         | Episodi | Prima TV UK | Prima TV Italia |
| ---------------- | ------- | ----------- | --------------- |
| Prima stagione   | 10      | 2000-2001   | 2007            |
| Seconda stagione | 8       | 2002        | 2007            |
| Terza stagione   | 8       | 2003        | 2007            |
| Quarta stagione  | 12      | 2004        | 2007            |
| Quinta stagione  | 12      | 2005        | 2013            |
| Sesta stagione   | 12      | 2007        | 2013            |
| Settima stagione | 12      | 2008        | 2013            |
| Ottava stagione  | 8       | 2009        | 2013            |
| Nona stagione    | 10      | 2011        | 2013-2014       |